# Elisa Ciria
Pas d'image ? Cliquez ici

a Compétitions nationales et continentales officielles uniquement.

b Matchs officiels uniquement.
Elisa Ciria, née le 11 novembre 1987, est une judoka,  joueuse de rugby à XIII, enseignante française évoluant généralement au poste d'arrière.
Depuis le début des années 2020, elle commente également les matchs de rugby à XIII, qu'ils soient féminins ou masculins, à la télévision.

## Biographie
Elisa Ciria fait ses études à l'UFR STAPS de Bordeaux de 2005 à 2011. Elle y décroche un Master 2.
En 2012, elle joue au rugby à XV pour le Stade bordelais.
Elisia Ciria, qui a 27 ans en 2014 est déjà double championne de France, championne de France de judo catégorie –57 kg et enseignante EPS au collège Blanqui de et au collège clisthene à Bordeaux.
La même année une émission lui est consacrée par la Radio France Bleue.
Elle poursuit parallèlement une carrière de judoka.
En 2020, elle est nommée Cadre Technique National pour le comité de Gironde. 
En 2021, elle commence le commentaire sportif, en commentant les matchs du championnat de France masculin sur la chaine Via Occitanie,.

### Individuel
XIII d'Or en 2018